# Armazenamento óptico de dados 5D
Armazenamento óptico de dados 5D (as vezes conhecido como Cristais de Memória do Superman) é um vidro nanoestruturado para gravação de dados digitais em 5D usando o processo de escrita a laser de femtosegundo. O cristal de memória é capaz de armazenar 360 terabytes de dados por bilhões de anos. O conceito foi demonstrado experimentalmente em 2013. Em 2018 a tecnologia está em uso de produção pela Arch Mission Foundation; seus primeiros  segundos discos foram dados para Elon Musk, um está em sua biblioteca pessoal e o outro está abordo do Tesla Roadster no espaço.

## Design técnico
O conceito é o armazenamento em massa de dados de forma óptica em materiais transparentes não fotossensíveis, tais como Quartzo fundido, que é renomado por sua estabilidade química e resistência. A escrita feita usando o laser de femtosegundo foi primeira proposta e demonstrada em 1996. A mídia de armazenamento consiste de quartzo fundido onde as dimensões espaciais de intensidade, polarização e comprimento de onda são usados para modular os dados. Ao adicionar o ouro ou Nanopartículas de prata suas propriedades plasmonicas podem ser exploradas.
Mais de 18 camadas já foram testadas usando parâmetros otimizados com um pulso de energia de 0.2 μJ, numa duração de 600 fs e uma taxa de repetição de 500 kHz. Assumindo um laser com 100% de eficiência, o consumo de energia é de 1W (para aproximadamente) numa taxa de dados de 0,5 Mbit/seg. Para uma taxa de dados de 100MBytes/s, adiciona-se 1,6kW. O teste da durabilidade usando medidas de envelhecimento aceleradas mostram que o tempo de decaimento dos nanogratings é de 3×1020±1 numa temperatura ambiente (30 °C). Numa temperatura elevada de 189 °C com o tempo de decaimento extrapolado é comparável à idade do Universo (13.8×10⁹ anos). Ao gravar dos dados com uma objetiva com uma abertura numérica de 1.4 NA e um comprimento de onda de 250–350 nm, a capacidade de 360TBytes pode ser atingida.
O formato tem um método inédito de armazenamento de dados em 5 dimensões, de acordo com a Universidade de Southampton:
| “ | Os discos de 5 dimensões [tem] pequenos padrões impressos em 3 camadas em seus interiores. Dependendo do ângulo em que eles são vistos, esses padrões podem parecer completamente diferentes. Isso pode parecer como ficção científica, mas é basicamente uma ilusão de óptica realmente extravagante. Nesse caso, as 5 dimensões no interior dos discos tem o tamanho e orientação em relçaão com a posição de 3 dimensões das nanoestruturas. O conceito de ser 5 dimensionais significa que o disco tem várias imagens diferentes dependendo do ângulo em que ele é visto e a amplicação do microscópio usada. Basicamente, cada disco tem camadas múltiplas de imagens de tamanho micro e macro. | ” |

Ele pode ser lido com uma combinação de um microscópio óptico e um polarizador.
A técnica foi primeiro demonstrada em 2010 pelo laboratório do Kazuyuki Hirao na Universidade de Kyoto. Além disso, a tecnologia foi desenvolvida pelo grupo de pesquisa do Peter Kazansky no Optoelectronics Research Centre da Universidade de Southampton.